# Ville portuaire (film)
Pour plus de détails, voir Fiche technique et Distribution.
Ville portuaire (Hamnstad) est un film suédois réalisé par Ingmar Bergman, sorti en 1948.

## Synopsis
Gösta, un docker, sauve de la noyade Berit, une fille au passé mouvementé. De là naît une histoire d'amour.

## Fiche technique
- Titre : Ville portuaire
- Titre original : Hamnstad
- Réalisation : Ingmar Bergman
- Scénario : Ingmar Bergman et Olle Länsberg d'après son roman (non crédité)
- Production : Harald Molander
- Musique : Erland von Koch
- Photographie : Gunnar Fischer
- Montage : Oscar Rosander
- Décors : Nils Svenwall
- Format : Noir et blanc - Mono
- Genre : Drame
- Durée : 100 minutes
- Date de sortie : 1948

## Distribution
- Nine-Christine Jönsson : Berit
- Bengt Eklund : Gösta
- Mimi Nelson : Gertrud
- Berta Hall : la mère de Berit
- Birgitta Valberg : Mme. Vilander
- Sif Ruud : Mme. Krona
- Britta Billsten : une prostituée
- Harry Ahlin : Skåningen
- Nils Hallberg : Gustav
- Stig Olin (non crédité) : Thomas